# Doddanaravangala Amanikere, Tumkur
Doddanaravangala Amanikere là một làng thuộc tehsil Tumkur, huyện Tumkur, bang Karnataka, Ấn Độ.